# Bodenseeufer (Landschaftsschutzgebiet, Altkreis Stockach)
Das Bodenseeufer ist ein vom Landratsamt Stockach am 6. Juli 1957 durch Verordnung ausgewiesenes Landschaftsschutzgebiet auf dem Gebiet der Stadt Stockach und der Gemeinde Bodman-Ludwigshafen.

## Lage
Das Schutzgebiet besteht aus drei Teilgebieten. Das größte Teilgebiet liegt südlich und östlich von Bodman und umfasst das Ufer des Überlinger Sees und das Hinterland bis zur Gemeindegrenze. Zwei kleinere Teilgebiete liegen unmittelbar östlich bzw. westlich des Ortsteils Ludwigshafen.  Das Gebiet gehört zum Naturraum Hegau.

## Landschaftscharakter
Das größte Teilgebiet umfasst Teile der charakteristischen, überwiegend bewaldeten Drumlin-Landschaft des Bodanrücks mit zahlreichen Klingen und dem steil abfallenden Ufer zum Überlinger See. Unmittelbar am Seeufer befinden sich einige obstbaulich genutzte Flächen und um das Gehöft Bodenwald einige Wiesen, Weiden und Äcker. Das Teilgebiet östlich von Ludwigshafen ist im Norden ebenfalls bewaldet. Das Seeufer wird durch die Bundesstraße 31 und weitere Obstplantagen geprägt. Westlich von Ludwigshafen zeigt sich ein ähnliches Landschaftsbild.

## Zusammenhängende Schutzgebiete
An das Teilgebiet westlich von Ludwigshafen grenzt das Naturschutzgebiet Bodenseeufer (Bodman-Ludwigshafen) an. Das Teilgebiet östlich von Ludwigshafen grenzt im Osten direkt an das Landschaftsschutzgebiet Bodenseeufer. Das südliche Teilgebiet grenzt an die Landschaftsschutzgebiete Bodanrück und Bodenseeufer.
Das südliche Teilgebiet gehört zum überwiegenden Teil zum FFH-Gebiet Bodanrück und westl. Bodensee, die nördlichen Teilgebiete zum FFH-Gebiet Überlinger See und Bodenseeuferlandschaft. Des Weiteren überschneidet sich das Landschaftsschutzgebiet mit den Vogelschutzgebieten Bodanrück und Überlinger See des Bodensees.